# City of God
(Tag-line del film)
City of God (Cidade de Deus) è un film del 2002 diretto da Fernando Meirelles e Kátia Lund.
Tratta dall'omonimo romanzo semi-autobiografico dello scrittore brasiliano Paulo Lins, la pellicola venne presentata fuori concorso al 55º Festival di Cannes. Il cast comprende attori come Alexandre Rodrigues, Leandro Firmino da Hora, Phellipe Haagensen, Douglas Silva, Alice Braga e Seu Jorge: la maggior parte di essi era, di fatto, residente in favelas come Vidigal e la stessa Cidade de Deus. La trama, liberamente ispirata da eventi reali, descrive la crescita della criminalità organizzata nel quartiere Cidade de Deus di Rio de Janeiro tra la fine degli anni '60 e l'inizio degli anni '80, raccontata dal punto di vista del protagonista-narratore Buscapé.
City of God è considerato uno dei film brasiliani più importanti di tutti i tempi, elogiato dalla critica specializzata, che ne ha enfatizzato le qualità artistiche ed estetiche. Il lungometraggio rappresenta l'ultima pietra miliare nel periodo di rilancio della produzione cinematografica brasiliana, noto come cinema da retomada. La pellicola venne nominata per quattro premi Oscar nel 2004: miglior regista (solamente Fernando Meirelles fu candidato, mentre la moglie e co-regista Kátia Lund non fu presa in considerazione), miglior sceneggiatura non originale, miglior fotografia e miglior montaggio; nel 2003 fu scelta per essere il candidato brasiliano per l'Oscar al miglior film in lingua straniera; tuttavia, non riuscì a rientrare nei cinque finalisti.

## Trama
Il racconto è ambientato nella Cidade de Deus, una favela di Rio de Janeiro, ed è narrato dal giovane Buscapé, che racconta la storia della sua città e del degradante ambiente in cui vive.
Negli Anni Sessanta, la favela è un progetto abitativo in costruzione con poche risorse, abbandonato a sé stesso e preda della polizia violenta e di giovani delinquenti. Nel quartiere sono particolarmente noti tre teppisti chiamati Cabeleira, Alicate e Marreco, quest'ultimo fratello maggiore di Buscapé. Il trio gode di una certa popolarità tra i concittadini, in quanto derubano gli imprenditori per condividere i soldi con la comunità, che li protegge dalla polizia. Nonostante l'ambiente criminale, Buscapé desidera trovarsi un'occupazione onesta; un ragazzino suo coetaneo, il violento e psicopatico Dadinho, intende invece farsi strada nel mondo criminale, ragion per cui convince il trio di teppisti a saccheggiare un motel per derubarne gli occupanti, ma si sente offeso quando i tre lo relegano a fare da vedetta mentre loro compiono la rapina. Il colpo va male in quanto numerosi ospiti e lavoratori vengono uccisi e i delinquenti sono costretti a scappare dalla polizia, che inizia a dare loro la caccia. Alicate si unisce alla Chiesa, Cabeleira cerca di fuggire dalla favela con la sua amante ma viene scoperto e freddato dalla polizia. 
Negli Anni Settanta, la favela è diventata una giungla urbana in cui vige la legge del più forte; Buscapé, che è entrato in un circolo di hippie, è infatuato della compagna Angélica e ha sviluppato una grande passione per la fotografia. Si scopre che, un decennio prima, Dadinho aveva solo finto di avvertire i compagni dell'arrivo della polizia, per poi massacrare le persone nel motel. Inoltre ha ucciso Marreco quando quest'ultimo gli aveva preso dei soldi per fuggire dalla favela. Dopo aver adottato il nome di Zé Pequeno, lui e il suo migliore amico Bené (fratello di Cabeleira) hanno fondato un temuto e prolifico impero della droga, eliminando brutalmente la concorrenza tranne Sandro Cenoura, uno spacciatore amico di Bené che viene costretto a lavorare per loro. Il comportamento di Zé diventa sempre più violento e instabile, come dimostra quando ordina il ferimento e l'uccisione di due giovanissimi borseggiatori come "esempio" per le bande di bambini che saccheggiano la zona.
Buscapé entra occasionalmente in contatto con Zé in quanto acquista della droga e, sebbene sia tentato di ucciderlo per vendicare il fratello, preferisce evitarlo per non venire invischiato nella malavita locale. Zé, con i suoi modi brutali, stabilisce una relativa pace nella favela, soprannominata "Città di Dio". Bené inizia una relazione con Angélica e decide di lasciare con lei la città e il traffico di droga per rifarsi una vita. 
Durante la festa d'addio di Bené, quest'ultimo litiga con Zé, che non vorrebbe che se ne andasse; Neguinho, uno spacciatore al soldo di Sandro, cerca di uccidere Zé ma spara accidentalmente a Bené, che muore, facendo perdere del tutto il controllo a Zé. Mentre Sandro uccide Neguinho per l'errore commesso, Zé si dirige con un gruppo di uomini al suo nascondiglio. Lungo la strada incrocia una ragazza che aveva respinto alla festa, la segue e violenta davanti agli occhi del suo ragazzo, un uomo pacifico di nome Mané Galinha. Successivamente, Zé va a casa di quest'ultimo per finire il lavoro e ucciderlo. Il fratello di Mané cerca di pugnalare Zé e questo dà inizio a una sparatoria sommaria da parte di Zé e i suoi uomini contro la casa di Mané, uccidendo il fratello e lo zio dell'uomo. Si scatena una guerra tra bande tra Zé e Sandro e Mané si unisce a Sandro per vendicare le violenze subite. Inizialmente Mané chiede che non vengano uccisi innocenti, ma infrange rapidamente questa "regola" quando uccide un poliziotto durante una rapina.
Un anno dopo, nel 1981, la guerra imperversa peggio che mai, causando numerosi morti tra i civili, mentre Zé arruola persone anche giovanissime per combattere. Buscapé, che ha trovato lavoro presso un giornale, viene incaricato da Zé di scattare delle foto a lui e alla sua banda. Tali foto vengono accidentalmente pubblicate sul giornale, suscitando grande impressione in quanto nessuno può entrare nella Città di Dio; nonostante la popolarità, Buscapé teme che questo lo metterà nei guai con Zé (il quale, al contrario, è felice della notorietà), quindi si fa ospitare per la notte da una giornalista con cui perde la verginità.
Buscapé torna in città per ulteriori fotografie e si trova in mezzo a una situazione di stallo tra la banda di Zé e la polizia (scena che aveva aperto il film). La polizia si ritira essendo in minoranza e Zé chiede a Buscapé ulteriori foto, ma , in quel momento, arriva la banda di Sandro e inizia una sparatoria. Nello scontro che ne segue, Mané viene ucciso da un ragazzino che si era infiltrato nella sua banda per vendicare il padre, il poliziotto assassinato in precedenza da Mané. Sandro e Zé vengono arrestati dalla polizia, che lascia andare Zé senza soldi e disarmato dopo che lui li corrompe. L'uomo viene però rapidamente accerchiato e ucciso dai ragazzini borseggiatori armati proprio da lui, come rappresaglia dell'omicidio del bambino ordinato da Zé in passato. Buscapé riesce segretamente a fotografare tutto.
Buscapé riflette se far pubblicare le foto che dimostrano la corruzione della polizia per denunciare il sistema e diventare famoso, oppure quelle del cadavere di Zé per ottenere uno stage presso il giornale e decide quest'ultima opzione. La sua voce narrante afferma che questo gli permette di avere una carriera brillante da fotografo, cambiando nome e lasciandosi alle spalle l'ambiente criminale. Nel mentre, i ragazzini che hanno ucciso Zé camminano per la Città di Dio progettando di uccidere altri spacciatori per impossessarsi dell'impero della droga.

## Produzione
L'adattamento iniziò nella seconda metà 1997, anno in cui Heitor Dhalia presentò a Meirelles il romanzo di Lins: convinto da Dhalia, il regista acquistò i diritti e chiamò Bráulio Mantovani per scrivere la sceneggiatura, che, a sua volta, fu completata in tempi record, con la sua prima stesura all'inizio del 1998. Per un lungo periodo di tempo, Meirelles e il suo team lavorarono con più di quattrocento persone in un laboratorio di attori realizzato esclusivamente per il film. Le riprese sono durate nove settimane, tra giugno e agosto 2001.

## Personaggi
- Alexandre Rodrigues / Luis Otávio è Buscapé, il narratore principale. Ragazzo calmo e onesto che sogna di diventare un fotografo, è l'unico personaggio che, pur vivendo in un contesto violento, non viene coinvolto dal mondo criminale o ucciso dalla guerra tra le fazioni della favela Cidade de Deus. Il suo vero nome è Wilson Rodrigues; da bambino, viene interpretato da Luis Otávio.
- Leandro Firmino / Douglas Silva è Zé Pequeno / Dadinho, uno spacciatore sociopatico che prova un sadico piacere nell'uccidere i suoi rivali. Quando il suo unico amico, Bené, viene ucciso, soffre di grandi disturbi della rabbia e diventa ancora più feroce. Dadinho è il suo soprannome da bambino – interpretato da Douglas Silva: ha cambiato il suo nome in Zé Pequeno, a seguito di una cerimonia candomblé.
- Phellipe Haagensen / Michel Gomes è Bené, amico d'infanzia di Zé Pequeno, cresciuto con lui nel mondo del crimine. È amato da tutti nella favela per il modo in cui tratta i residenti. Da bambino, è interpretato da Michel Gomes.
- Jonathan Haagensen è Cabeleira, il fratello maggiore di Bené nonché capo del Trio Tenerezza, un gruppo di ladri che condividono i loro profitti con gli abitanti della favela.
- Matheus Nachtergaele è Sandro Cenoura, uno spacciatore amico di Bené che possiede una zona di spaccio nella favela e rivaleggia con Zé Pequeno.
- Alice Braga è Angelica, un'amica di vecchia data nonché interesse amoroso di Buscapé. Si fidanzerà con Bené, convincendolo ad abbandonare la sua vita da criminale.
- Seu Jorge è Mané Galinha, un uomo bello e carismatico. Zé Pequeno violenta la sua ragazza e massacra diversi membri della famiglia di Galinha: lui quindi si unisce alla banda di Cenoura per vendicarsi.Douglas Silva, Alice Braga e Seu Jorge (da sinistra a destra) interpretano rispettivamente Dadinho, Angelica e Mané Galinha
- Renato de Souza è Marreco / Renato Rodrigues, membro del Trio Tenerezza e fratello di Buscapé.
- Jefechander Suplino è Alicate, membro del Trio Tenerezza che abbandonerà la criminalità per dedicarsi alla vita religiosa.
- Roberta Rodrigues è Berenice, la ragazza di Cabeleira.
- Edson Oliveira / Emerson Gomes è Barbantinho, amico d'infanzia di Buscapé. Da bambino, è interpretato da Emerson Gomes.
- Daniel Zettel è Tiago, ex-ragazzo di Angelica che fa uso di cocaina. Diventerà socio di Zé Pequeno.
- Darlan Cunha è Filé com Fritas, un ragazzino che si unisce alla banda di Zé Pequeno.
- Matheus Nachtergaele, Darlan Cunha e Michel Gomes (da sinistra a destra) interpretano rispettivamente Sandro Cenoura, Filé com Fritas e BenéGraziella Moretto è Marina Cintra, la giornalista del Jornal do Brasil che assumerà Buscapé come fotografo.
- Rubens Sabino è Neguinho, uno spacciatore che ha in gestione una boca de fumo.
- Charles Paraventi è Zio Sam, un venditore di armi.

## Colonna sonora
La colonna sonora del lungometraggio, distribuita come Cidade De Deus - Trilha Sonora Original, è stata composta da Antonio Pinto e Ed Cortes. Concettualmente, l'album è diviso in due parti: la prima è composta da sette tracce strumentali samba-funk scritte appositamente per la pellicola; la seconda parte, invece, consiste in sette canzoni popolari degli anni '60 e '70.
1. Antonio Pinto e Ed Cortes – Meu Nome é Zé – 2:30

## Riconoscimenti
- 2004 – Premio Oscar
  - Candidatura per miglior regia a Fernando Meirelles
  - Candidatura per miglior sceneggiatura non originale a Bráulio Mantovani
  - Candidatura per miglior fotografia a César Charlone
  - Candidatura per miglior montaggio a Daniel Rezende

- 2003 – Golden Globe
  - Candidatura per miglior film straniero (Brasile)

- 2003 – BAFTA
  - Miglior montaggio a Daniel Rezende
    - Candidatura per miglior film in lingua non inglese
- 2003 – British Independent Film Awards
  - Miglior film straniero
- Camerimage 2003
  - Rana d'oro (César Charlone)

## Spin-off
Dal film è stata tratta una serie televisiva, City of Men (Cidade dos Homens). Nel 2008 è uscito nelle sale cinematografiche City of Men (Cidade dos Homens), che riprende le tematiche e gli ambienti di City of God e della serie City of Men.